# Hiltrud Breyer
Hiltrud Breyer (n. 22 august 1957, Saarbrücken, Germania) este un om politic german, membru al Parlamentului European în perioada 1999-2004 din partea Germaniei.